# Sierra Wireless Voq

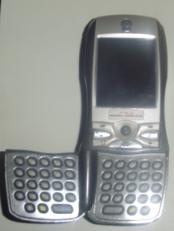
Sierra Wireless Voq

Das Voq Professional Phone ist ein Smartphone des kanadischen Elektronikherstellers Sierra Wireless. Es ist ein Windows Powered Smartphone, das auf Basis des Betriebssystems Windows Mobile 2003 SE arbeitet.
Das Voq Smartphone hat ein Gehäuse von 133 × 53 × 23 mm bei einem Gewicht von 145 Gramm. Die numerische Tastatur lässt sich seitlich wegklappen, so dass man eine Tastatur für die schnelle Eingabe von SMS erhält.
Das TFT-Display hat eine Größe von 2,2 Zoll, eine Auflösung von 176 × 220 Pixeln bei 65.536 Farben. Das Smartphone hat keine Fotofunktionen, wodurch es auch für den Unternehmenseinsatz geeignet ist – mittlerweile erlauben manche Unternehmen aus Furcht vor Wirtschaftsspionage keine fototauglichen Handys mehr auf ihrem Gelände. Es bringt 40 polyphone Klingeltöne mit und kann beliebig um eigene Klingeltöne im Audioformat MP3 und WMA erweitert werden.
Das Voq hat einen Intel XScale-PXA-262-Prozessor (200 MHz) mit einem internen Speicher von 48 MB ROM und 32 MB RAM. Der externe Speicher ist durch SD/MMC Memory Card erweiterbar.
Das Voq Smartphone verfügt über Microsoft Outlook mit einer Kontaktdatenbank für acht Telefonnummern, zwei Faxnummern und drei E-Mail-Adressen je Kontakt, darüber hinaus über eine Kalenderfunktion und ein E-Mail-Programm. Die Kontaktdaten können über ActiveSync mit dem Computer abgeglichen werden.
Weiterhin hat es den Windows Media Player 10.0 zur Wiedergabe von Musik und Videos sowie den Internet Explorer für den mobilen Zugang ins Internet und Intranet (über VPN-Client movian). Es kann Dateien in den Formaten Word, Excel, PowerPoint, PDF und weitere Formate darstellen.
Als MP3-Player eignet es sich nur mit einem geeigneten Adapter für 2,5-mm-Klinkenstecker; der Klang ist gut und das Gerät dank des SD-Karteneinschubs sowie des hellen und kontrastreichen Displays gut für die Wiedergabe von Musik und Videos geeignet.
Das Gerät verfügt über einen Lithium-Polymer-Akku mit einer Kapazität von 1050 mAh für eine Standbyzeit von 100 Stunden und eine Gesprächszeit von sechs Stunden.
Das Gerät wird von Sierra Wireless selbst nicht mehr vertrieben. Es gibt die Möglichkeit, Software nachzuinstallieren, jedoch ist dies durch Microsofts Zertifizierungspolitik eingeschränkt.